# Ден Кастеланета
Данијел Луиз Кастеланета (енгл. Daniel Louis Castellaneta) је амерички глумац. Познат је по томе што даје глас Хомеру Симпсону и другим ликова анимиране серије Симпсонови.